# Khadija El Hamdaoui
Pour les articles homonymes, voir Hamdaoui.
Khadija El Hamdaoui, née le 26 février 1977, est une judokate marocaine.

## Carrière
Khadija El Hamdaoui est médaillée d'or dans la catégorie des moins de 48 kg aux Championnats d'Afrique de judo 1997 et médaillée de bronze dans la catégorie des moins de 52 kg aux Championnats d'Afrique de judo 1998.